# Никольское (Степуринское сельское поселение, у деревни Мошино)
Никольское — деревня в Старицком районе Тверской области. Входит в состав Степуринского сельского поселения.

## География
Находится в южной части Тверской области на расстоянии приблизительно 4 км на северо-восток по прямой от административного центра поселения деревни Степурино.

## История
Деревня была отмечена ещё на карте 1825 года. В 1859 году здесь (деревня Старицкого уезда) было учтено 42 двора, в 1941 году — 27.

## Население
Численность населения: 333 человека (1859 год), 19 (русские 100 %) в 2002 году, 10 в 2010.